# 古関れん
古関 れん（こせき れん、1995年5月10日 - ）は、日本の読者モデル、タレント、女優である。東京都出身。アソビシステム所属。

## 略歴
2012年、表参道でスナップ雑誌『CUTiE』にスカウトされ掲載。これをきっかけとして高校2年の夏から服飾や雑誌の仕事をする。『CHOKi CHOKi GiRLS』や『CUTiE』などで読者モデルとして活動。
SNSで趣味やファッションを発信するさとり世代の人気読モとして10代の女の子からカリスマ的な支持を集め、“新世代のこじらせ系女子代表”とも称される。
2019年3月末、ドラマ作品に出演したことを契機に肩書を女優に変更。
2020年10月末、急性腎盂腎炎となり約2週間レギュラー番組を休養。

## 人物
特技はピアノ、クラシックバレエ（キャリア10年）。デビュー以降は長さや色合いに変化はあるが、一貫して明るい髪色。理由は何物でもないための「カテゴライズ付け」であり、何者かになれたとき見た目も変わるかもしれないとブログに綴っている。
高校生以前の自分を「死んだ自分」と表現し、高校は登校拒否のため通信制に転学している。かつてはその事を隠していたが、後に自己開示のために公表した。
頭の回転が速く、 NHK高校講座『社会と情報』ではMC（司会）に抜擢。AbemaTV『業界激震!?マジガチランキング』では当初その他大勢としての出演だったものの、番組を重ねるごとにピックアップされるようになり、2018年1月からスタートの『カンニング竹山の土曜The NIGHT』ではアシスタントに起用された。番組では、MCのカンニング竹山が詳しくない漫画・アニメなどのサブカルチャーの情報についてサポートする発言をすることがある。
耳に12個のピアス穴が開いている。このほか、場所を公表していないがボディピアスを1個開けている。

## 出演

### テレビ
- お願い!ランキング（テレビ朝日）
- 表参道原宿学園（2014年、TOKYO MX） - サブレギュラー
- 原宿プラネット（2015年2月15日 - 、BS12 トゥエルビ）[12]
- BEAUTY VERSUS（2015年 - 2016年、BSフジ / BBTV CH7） - 審査員
- NHK高校講座「社会と情報」（2016年 - 、NHK Eテレ）[13] - MC
- Kawaii JAPAN-da!!（2019年3月14日 - 、毎日放送 / スペースシャワーTV）[14]
- 一夜づけ（2019年、テレビ東京）[15]
- 山里亮太のまさかのバーサーカー（2019年8月13日 - 、朝日放送）- 視聴者代表
- 中居大輔と本田翼と夜な夜なラブ子さん（2020年7月2日 - 、TBS）- ラブ子

### ネットテレビ
- 業界激震!?マジガチランキング（2017年4月19日 - 9月7日、AbemaTV） - 準レギュラー
- カンニング竹山の土曜The NIGHT（2018年1月13日 - 2023年1月1日、AbemaTV） - アシスタント

### テレビドラマ
- バベル九朔 第4話（2020年11月10日、日本テレビ）

### ラジオ
- TOKYO PLAYGROUND（InterFM897）
- HARAJUKU KAWAii!! RADIO（2016年 - 2017年3月27日、@FM） - 柴田ひかりと月曜MC
- 古関れんのこじらせラジオ（2022年4月2日 - 、interfm）

### ネットラジオ
- THE NIGHT SAVE MY LIFE（2016年、block.fm） - MC

### アニメ
- WEBアニメ 貝社員
- OVA おもちエイリアン（2015年、ワーナーミュージック・ジャパン）[16]
- SNSポリス（2018年3月24日 - 、GYAO! / 2018年4月8日 - 、TOKYO MX）[17]

### 雑誌
- BARFOUT!
- CHOki CHOKi（内外出版社） - 読者モデル
- CHOKi CHOKi GiRLS（内外出版社） - 読者モデル
- CUTiE（宝島社） - 読者モデル
- HR（グラフィティ）
- KERA（モール・オブ・ティーヴィー）
- LARME（徳間書店）
- TOKYO GRAFFITI（グラフィティ）
- Zipper（祥伝社）

### 広告
- チェキ instax mini 8+（2015年、富士フイルム）[18]
- GAP STUDENT CAMPAIGN（GAP Japan）
- TORACO 2015（阪神タイガース）
- 進研ゼミ（ベネッセコーポレーション）

### モデル
- ショートカット推進委員会 - モデル
- rokin’star★ - モデル

### イベント
- HARAJUKU KAWAii!! FES（2013年10月5日、6日、原宿全域）
- HARAJUKU KAWAii!! WEEK（2014年5月、2015年5月、原宿全域）
- TGC2014 in 福島 supported by XEBIO GROUP（2014年4月29日、ビッグパレットふくしま）
- MOSHI MOSHI NIPPON FESTIVAL 2015 in TOKYO」[19]（2015年11月6日 - 8日、東京体育館）
- 古関れんは＃新社会人（2018年6月3日、東京・ネイキッドロフト）[20]

## 作品

### 書籍
- れんじてん。（2014年8月27日、宝島社、ISBN 978-4-8002-3090-4）
- Zipper Girl Book れんしば（2015年12月10日、祥伝社、ISBN 978-4-396-43069-6） - 柴田ひかりとの共著